# Grósz Péter
Grósz Péter  (névváltozatok: Grosz, Groß) (Bodrogolaszi, 1892. december 2. – Debrecen, 1953. augusztus 31.) magyar első és második világháborús katonatiszt, orvos főhadnagy, a Koronás Arany Érdemkereszt tulajdonosa. A Magyar Királyi Honvédség kötelékében részt vett a felvidéki és erdélyi bevonulásban, a holokauszt túlélője.

## Családja és származása
Bodrogolaszin született Grósz Károly és Weisz Johanna gyermekeként.

## Az első világháború alatt
A világháború kitörésekor mint egyéves önkéntes vonult be a debreceni cs. és kir. 39. gyalogezred kötelékébe, és kiképzése, majd a tiszti iskola elvégzése után mint egészségügyi szakaszparancsnok került ki az orosz harctérre. Később az olasz arcvonalon harcolt, és 1916 augusztusában gránátszilánktól a jobb combján megsebesült.

## A második világháború alatt és után
1939-től a háború végéig szintén a fronton teljesített szolgálatot, majd 1944. május 26-án Hajdúszoboszlóról a hajdúszentgyörgyi túsztáborba került, ahol Grósz Józseffel orvosként dolgoztak a táborban. 1944. június 24-én a táborból gyalogmenetben Debrecenbe vitték, ahol még aznap deportáló vonatra ültették. Deportálása alatt gyógyíthatatlan betegséget szerzett.
A háború végének közeledtével, 1945. április 30-án hazatért Magyarországra.